# بیل کانینگهام
ویلیام جان بیل کانینگهام جونیور (انگلیسی: Bill Cunningham؛ ۱۳ مارس ۱۹۲۹ – ۲۵ ژوئن ۲۰۱۶) یک عکاس اهل ایالات متحده آمریکا بود. وی عکاس مد نیویورک تایمز بود، و به واسطه عکاسی خیابانی و عکاسی کندید شهرت داشت. کانینگهام که تحصیل در دانشگاه هاروارد را نیمه کاره رها کرده بود، ابتدا شروع به طراحی کلاه زنان کرد و سپس به نوشتن در مورد مد برای روزنامه شیکاگو تریبون و مجله ویمنز ویر دیلی پرداخت.

کانینگهام پس از آن به عکاسی کندید در خیابان‌های شهر نیویورک پرداخت و در سال ۱۹۷۸ هنگامی که از گرتا گاربو در یک لحظه بدون محافظ عکاسی کرد، توجه نیویورک تایمز به او جلب شد.